# 小峠バイパス
小峠バイパス（ことうげバイパス）は、岩手県遠野市を通る国道396号のバイパス道路。小峠道路とも。

## 概要
遠野市小峠区間における急カーブ・急勾配解消のために建設された片側1車線のバイパス。1995年開通。旧ルートの南西側に小峠トンネルが掘削され、急カーブも大幅に緩和されている。
内陸と沿岸を結ぶ重要ルートとして大型車の通行が非常に多い。ただし岩手県交通の特急バス遠野・釜石・大船渡線は当ルートを通らず、勾配が緩やかな岩手県道161号達曽部下宮守線を経由している（これ以外にも当ルートを経由する一般路線バスは無く、峠の両端で折り返し）。

### 路線データ
- 起点：遠野市綾織町上綾織字山口
- 終点：遠野市宮守町上宮守字橋本